# Melhores Momentos (álbum de Rayssa & Ravel)
Melhores Momentos é o quinto álbum de estúdio da dupla sertaneja Rayssa & Ravel. O disco conta com regravações de sucessos dos três primeiros trabalhos musicais dos músicos. O projeto foi lançado em 1999 pela gravadora MK Music.
O álbum contou a participação do grupo vocal Kades Singers em algumas faixas do repertório.[carece de fontes?]

## Antecedentes
Depois de lançar o álbum Outra Vez em 1998, Rayssa & Ravel fez sua estreia na série Amo Você, no álbum Amo Você Vol. 4, com a música "Amar, Amor". Após isso, a dupla recebeu um convite da gravadora para regravar músicas dos seus 3 primeiros álbuns, Nascer de Novo (1994), Mundo Colorido (1995) e Chuva de Felicidade (1996), que foram sucesso e tinham sido lançados por outras gravadoras.

## Gravação
O álbum foi gravado em 1999 nos estúdios da MK Music e no estúdio Multimix, em Curitiba, onde foi gravado parte do álbum Chuva de Felicidade. O repertório conteve a inédita "Amar, Amor" e , além de músicas do repertório solo de Rayssa, como "A Esperança que Restou" e "Deixa Cristo Te Salvar", que fizeram parte do álbum Confissão (1994). A obra foi produzida por Ezequiel de Matos, que trabalhou com a dupla pela primeira e única vez. A masterização ficou a cargo de Toney Fontes.

## Lançamento e recepção
| Críticas profissionais | Críticas profissionais |
| Avaliações da crítica  | Avaliações da crítica  |
| Fonte                  | Avaliação              |
| ---------------------- | ---------------------- |
| Super Gospel           | [ 7 ]                  |

Melhores Momentos foi lançado em 1999 pela gravadora MK Music e teve as músicas "Chuva de Felicidade" e "Deixa Cristo Te Salvar" como videoclipes. Retrospectivamente, a obra recebeu uma avaliação negativa com cotação de 2,5 estrelas de 5 pelo portal Super Gospel. Para justificar, foi argumentado que o álbum só existiu para que sucessos da dupla lançados por outras gravadoras fossem distribuídos pela MK, e que a obra, "artisticamente, não se justifica. A maioria das regravações não superam as originais".

## Faixas
1. Nascer de Novo
2. Amar, Amor
3. O Doutor Jesus
4. Mundo Colorido
5. O Amor
6. Chuva de Felicidade
7. Controle Remoto
8. Deixa Cristo te Salvar
9. A Esperança que Restou
10. Presente de Jesus
11. Voltei
12. Mais uma Vez

## Clipes
- Chuva de felicidade
- Deixa Cristo te Salvar